# Ichthyborus
Ichthyborus – rodzaj ryb promieniopłetwych z rodziny Distichodontidae.

## Zasięg występowania
Rodzaj obejmuje gatunki występujące w słodkowodnych wodach Afryki.

## Morfologia
Długość ciała 19,5–25 cm.

## Systematyka
Rodzaj zdefiniował w 1864 roku niemiecko-angielski zoolog Albert C.L.G. Günther w serii wydawniczej Catalogue of the fishes in the British Museum. Günther nie wskazał gatunku typowego; w ramach późniejszego oznaczenia w 1919 roku amerykański ichtiolog David Starr Jordan na typ nomenklatoryczny wyznaczył I. microlepis. 

### Etymologia
- Ichthyborus: gr. ιχθυβορος ikhthuboros ‘pożerający ryby’, od gr. ιχθυς ikhthus ‘ryba’[11]; -βορος -boros ‘pożerający’, od βιβρωσκω bibrōskō ‘zjeść’[12].
- Psalidostoma: gr. ψαλις psalis, ψαλιδος psalidos ‘nożyce’[13]; στομα stoma, στοματος stomatos ‘usta’[14]. Typ nomenklatoryczny: Psalidostoma caudimaculatum Kner, 1864 (= Characinus besse Joannis, 1835).
- Neoborus: gr. νεος neos ‘nowy’[15]; rodzaj Ichthyborus Günther, 1864. Typ nomenklatoryczny: Neoborus ornatus Boulenger, 1899.
- Phagoborus: zbitka wyrazowa nazw rodzajów: Phago Günther, 1865 oraz Ichthyborus Günther, 1864.
- Gavialocharax: rodzaj Gavialis Oppel, 1811 (gawial); gr. χαραξ kharax, χαρακος kharakos ‘gatunek ryby morskiej’[12]. Typ nomenklatoryczny: Gavialocharax monodi Pellegrin, 1927.
- Ra: etymologia niejasna, Whitley nie wyjaśnił znaczenia nazwy rodzajowej[6]; być może od Ra, egipskiego boga Słońca.
- Onouphrios: etymologia niejasna, Whitley nie wyjaśnił znaczenia nazwy rodzajowej[7].

### Podział systematyczny
Do rodzaju należą następujące gatunki:
- Ichthyborus besse (Joannis, 1835)
- Ichthyborus monodi (Pellegrin, 1927)
- Ichthyborus ornatus (Boulenger, 1899)
- Ichthyborus quadrilineatus (Pellegrin, 1904)